# Capnobotes granti
Capnobotes granti är en insektsart som beskrevs av Rentz, D.C.F. och Birchim 1968. Capnobotes granti ingår i släktet Capnobotes och familjen vårtbitare. Inga underarter finns listade i Catalogue of Life.